# Tetragnatha monticola
Tetragnatha monticola là một loài nhện trong họ Tetragnathidae.
Loài này thuộc chi Tetragnatha. Tetragnatha monticola được miêu tả năm 1987 bởi Okuma.